# هوليق
هوليق هي قرية في مقاطعة سراب، إيران. عدد سكان هذه القرية هو 276 في سنة 2006.